# پاستورا پنیا
پاستورا پنیا (انگلیسی: Pastora Peña؛ ۲۴ ژوئیه ۱۹۲۰ – ۱۰ اکتبر ۲۰۰۳) بازیگر اهل اسپانیا بود.
او خواهر بازیگر اسپانیایی لوئیس پنیا بود.
از فیلم‌ها یا برنامه‌های تلویزیونی که وی در آن نقش داشته است می‌توان به فورتوناتو اشاره کرد.